# Mike Hammer (série télévisée)
Pour le personnage de fiction dont la série est inspirée, voir Mike Hammer.
Mike Hammer (Mickey Spillane's Mike Hammer) est une série télévisée américaine en 78 épisodes de 30 minutes, en noir et blanc, créée à partir du personnage de Mickey Spillane et diffusée entre le 7 janvier 1958 et le 22 septembre 1959 en syndication.
Une deuxième série également intitulée Mike Hammer (Mickey Spillane's Mike Hammer) en 24 épisodes de 47 minutes a été diffusée du 28 janvier 1984 au 12 janvier 1985 sur le réseau CBS. En France, la série a été diffusée du 23 novembre 1985 au 10 mai 1986 sur Canal+. Rediffusion intégrale à partir du 9 novembre 1986 sur La Cinq. Rediffusion partielle à partir du 8 juillet 1992 sur TF1.
Une troisième série intitulée Le Retour de Mike Hammer (The New Mike Hammer), en 22 épisodes de 47 minutes, a été diffusée du 27 septembre 1986 au 13 mai 1987 sur le réseau CBS et, en France, du 11 septembre 1987 au 1er avril 1989 sur Canal+.
Une quatrième série, de nouveau intitulée Mike Hammer (Mike Hammer, Private Eye), en 26 épisodes de 44 minutes, a été diffusée du 28 septembre 1997 au 14 juin 1998 en syndication. En France, la série a été diffusée à partir du 17 octobre 2002 sur France 3.

## Synopsis
Ces séries mettent en scène les enquêtes du célèbre détective privé new-yorkais, Mike Hammer.

## Distribution

### Première série
- Darren McGavin : Mike Hammer
- Bart Burns (en) : Capitaine Pat Chambers

### Deuxième et troisième séries
- Stacy Keach (VF : Serge Sauvion) : Mike Hammer
- Lindsay Bloom (en) (VF : Monique Thierry) : Velda
- Don Stroud (VF : Jacques Richard) : Capitaine Pat Chambers
- Kent Williams : Procureur Lawrence D. Barrington
- Eddie Barth (en) : Ritchie
- Lee Benton : Jenny
- Donna Denton : Le Visage
- Eddie Egan (en) : Hennessey
- Danny Goldman (en) : Ozzie
- Ben Powers (en) : Moochie

### Quatrième série
- Stacy Keach : Mike Hammer
- Shannon Whirry : Velda
- Shane Conrad : Nick Farrell
- Peter Jason : Capitaine Skip Gleason
- Malgosia Tomassi (en) : Maya Ricci
- Rebecca Chaney : Le Visage

## Épisodes

### Première série (1958-1959):Mike Hammer

#### saison 1 (1958)
1. The High Cost of Dying
2. Just Around the Coroner avec Raymond Greenleaf
3. Hot Hands, Cold Dice avec Paul Langton
4. Death Gets a Diploma avec Karen Sharpe
5. So That's Who It Was avec BarBara Luna
6. Dead Men Don't Dream avec Lawrence Dobkin
7. Letter Edged in Blackmail avec Angie Dickinson
8. Death Takes an Encore avec Ted de Corsia
9. Lead Ache avec Doris Dowling
10. Overdose of Lead avec Constance Towers
11. A Grave Undertaking avec Fay Spain
12. A Shot in the Arm avec Jacqueline Scott
13. Stay Out of Town avec James Westerfield
14. Beautiful, Blue and Deadly avec Nita Talbot
15. Skinned Deep
16. Peace Bond avec Marion Ross
17. Play Belles' Toll avec Jean Willes
18. For Sale: Deathbed-Used avec Gail Kobe
19. Music to Die By avec Wally Vernon
20. My Fair Deadly
21. The New Look avec Mary Anderson
22. The Broken Frame avec Dick Van Patten
23. Look at the Old Man Go avec Bethel Leslie
24. The Paper Shroud avec Anthony Caruso
25. My Son and Heir avec Denver Pyle
26. Final Curtain avec Joan Taylor
27. A Detective Tail avec Grace Lee Whitney
28. It's an Art avec Helen Westcott
29. Four Blind Mice avec Vito Scotti
30. Scar and Garter avec Margaret Lindsay
31. No Pockets in a Shroud avec Joan Taylor
32. The Living Dead avec Robert Vaughn
33. Old Folks at Home Blues avec Ruta Lee
34. No Business Like ... avec Jeanne Cooper
35. Crepe for Suzette avec Alan Mowbray
36. Letter of the Weak avec John Hoyt
37. That School Girl Complex avec Andrea King
38. To Bury a Friend avec Baynes Barron
39. Mere Maid avec Neil Hamilton

#### Saison 2 (1959)
1. Baubles, Bangles and Blood avec James Bell
2. Accentuate the Negative avec Barbara Bain
3. I Ain't Talkin avec DeForest Kelley
4. The Big Drop avec Peggie Castle
5. Aces and Eights avec Madlyn Rhue
6. Requiem for a Sucker avec Len Lesser
7. Husbands Are Bad Luck avec Allan Lane
8. Jury of One avec Steve Ihnat
9. Another Man's Poisson avec Mike Connors
10. According to Luke avec Tom Neal
11. Coney Island Baby avec Dorothy Provine
12. Save Me in San Salvidor avec Alberto Morin
13. Park the Body avec Frank Ferguson
14. Tattoo Bruté avec Theodore Marcuse
15. When I Am Dead, My Darling... avec Catherine McLeod
16. Swing Low, Sweet Harriet avec Lorne Greene
17. The Last Aloha avec Mari Aldon
18. Shoot Before You Look avec Charles Aidman
19. Evidence on the Record avec Helene Stanley
20. The Commodore avec Edgar Stehli
21. Curtains for an Angel avec Abby Dalton
22. A Haze on the Lake avec Ray Stricklyn
23. See No Evil avec Walter Burke
24. Dixie Is Dead avec Dick Wesson
25. Bride and Doom avec Sue Ane Langdon
26. M Is for Murder avec Coleen Gray
27. Pen Pals avec Mike Connors
28. Now Die in It
29. Groomed to Kill avec Frank Albertson
30. Slay Upon Delivery avec Stacy Harris
31. Doll Trouble avec John Archer
32. Stocks and Blondes
33. Wedding Mourning avec Linda Lawson
34. Merchant of Menace avec James Flavin
35. I Remember Sally avec Malcolm Atterbury
36. A Mugging Evening avec Jack Hogan
37. Slab Happy avec Mary LaRoche
38. Siamese Twinge avec Arthur Batanides
39. Goodbye, Al avec Val Avery

### Deuxième série (1984-1985):Mike Hammer

#### Saison 1 (1984)
1. La Mort en barres (Twenty-Four Carat Dead) avec Tracy Scoggins
2. Chauds, les diamants ! (Hot Ice) avec Keye Luke
3. Morts en chaîne (Seven Dead Eyes) avec Priscilla Pointer
4. La Chanson de Vickie (Vickie's Son) avec Leigh McCloskey
5. Cadavres confidentiels (Shot in the Dark) avec Sharon Stone
6. Assassins sur commande (Dead on a Dime) avec Leslie Bevis
7. Chantage sur l'oreiller (Sex Trap) avec Brett Halsey
8. Négatif explosif (Negative Image) avec Elyssa Davalos
9. Un faux parfait (The Perfect Twenty) avec Shannon Tweed
10. Satan, cyanure et meurtre (Satan, Cyanide and Murder) avec Stepfanie Kramer

#### Saison 2 (1985)
1. Et que ça saute ! (Torch Song) avec Jim McMullan
2. Il n'est jamais trop tard pour bien faire (Too Young to Die) avec Ron Harper
3. Des loubards comme s'il en pleuvait (Kill Devil) avec Ray Liotta
4. Une pour toutes, toutes pour un (Catfight) avec Rebecca Holden
5. Le Sentier de la guerre (Warpath) avec Michael Ironside
6. Plus ballon que moi, tu meurs (Bonecrunch) avec Janine Turner
7. La Dame de cœur (Dead Card Down) avec Beah Richards
8. Un collier de jade couleur rouge sang (The Deadly Prey) avec Henry Gibson
9. Nettoyage par le vide (A Death in the Family) avec Barbara Bain
10. Une balle… trois cibles (Cold Target) avec Susan Strasberg
11. Un pruneau pour Benny (A Bullet for Benny) avec Abe Vigoda
12. Madame la Présidente, je t'adore (Dead Man's Run) avec Ingrid Boulting
13. Sur un air de rock'n roll (Firestorm) avec Lauren Tewes
14. Mortelles retrouvailles (Deadly Reunion) avec Lana Wood

### Troisième série (1986-1987):Le Retour deMike Hammer(The New Mike Hammer)
1. Deirdre (Deirdre) avec Mel Johnson Jr.
2. Mort d'un ripoux (Dead Pigeon) avec Randi Brooks
3. Menue monnaie (Golden Lady) avec Nina Foch
4. Le Bébé de Mike (Mike's Baby) avec Cornel Wilde
5. Des diams et des dégâts (To Kill a Friend) avec Sydney Lassick
6. Chantage à l'accusation (Mistress For the Prosecution) avec Radames Pera
7. Harlem nocturne (Harlem Nocturne) avec Ernie Hudson
8. Meurtre à la carte (Murder in the Cards) avec Arte Johnson
9. Requiem pour Billy (Requiem for Billie) avec Lyle Waggoner
10. Une boucle blonde (Little Miss Murder) avec Jeff Conaway
11. Trou de mémoire (Kill John Doe) avec Bo Hopkins
12. L'Éloge d'une prostituée (Elegy For a Tramp) avec Theodore Bikel
13. Le Boxer fêlé (Body Shot) avec Larry Wilcox
14. Qui a tué sœur Lorna ? (The Wayward Nun) avec Jared Martin
15. La Collection qui tue (Deadly Connection) avec Micky Dolenz
16. Bourrasque sur le billet vert (Green Blizzard) avec Peter Scolari
17. Trafic de rires (The Last Laugh) avec Robert Walden
18. Le Tueur de ces dames (Lady Killer) avec Barbara Carrera
19. Mike se marie (Mike gets Married) avec Greg Evigan
20. Une peur aveugle (A Blinding Fear) avec Heather Thomas
21. La Fille de Mike (Green Lipstick) avec Emma Samms
22. Écrits meurtriers (A Face in The Night)

### Quatrième série (1997-1998):Mike Hammer(Mike Hammer, Private Eye)
1. Le Fils prodigue (Prodigal Son) avec William Lucking
2. Rumeur publique (Beat Street) avec Tracy Scoggins
3. www.meurtre (www.murder) avec Debra Christofferson
4. Cauchemar pour un champion (Hoop Nightmares)
5. Machination (False Truths)
6. Halloween (Halloween)
7. Les Péchés du père (Sins of the Father) avec Steven Culp
8. Odeur mortelle (Body Odor) avec Michael Tylo
9. Les Dessous de Wall Street (A Penny Saved) avec Mary Crosby
10. Bon anniversaire (The Life You Save) avec Angelica Bridges
11. Le Casse-tête chinois (The Mysterious Chinese Case) avec Scott Valentine
12. L'Art du meurtre (The Art of Murder) avec Michael Fairman
13. Compte à rebours mortel (Countdown to Murder) avec David Groh
14. Un alibi boiteux (The Cutting Edge) avec Nikki Ziering
15. Parole de macchabée (Big Brother's Secret) avec Signy Coleman
16. Candidat au meurtre (A Candidate for Murder) avec Karen Moncrieff
17. Fréquence cœur (Dump the Creep) avec Greg Grunberg
18. Big Brother vous regarde (Dead Men Talk) avec Richard Lynch
19. L'Oiseau chanteur [1/2] (Songbird [1/2]) avec Frank Stallone
20. L'Oiseau chanteur [2/2] (Songbird [2/2]) avec Moira Walley-Beckett
21. Ticket gagnant (Lucky in Love) avec Mickey Rooney
22. Maya connection (The Maya Connection) avec Maxwell Caulfield
23. Trafic d'organes (Chop Shop)
24. La Pêche aux embrouilles (Gone Fishin') avec Edward Albert
25. Une enquête fumeuse [1/2] (A New Leaf [1/2]) avec Whip Hubley
26. Une enquête fumeuse [2/2] (A New Leaf [2/2]) avec Rick Rossovich

## Téléfilms
- 1983 : Si tu me tues, je te tue (Murder Me, Murder You) de Gary Nelson
- 1984 : Il pleut des cadavres (More Than Murder) de Gary Nelson
- 1986 : Le Retour de Mike Hammer (The Return of Mickey Spillane's Mike Hammer) de Ray Danton
- 1989 : Le Carnet fatal (Murder Takes All) de John Nicolella (en)
- 1994 : La Blonde et le Privé (Come Die with Me: A Mickey Spillane's Mike Hammer Mystery) de  Armand Mastroianni

## DVD
- La première série des années 50 avec Darren McGavin est sortie sur le support DVD aux Etats-Unis :

- Mickey Spillane's Mike Hammer: The Complete Series (Coffret 12 DVD-9) sorti le 20 septembre 2011 édité par A&E Home Vidéo. Le ratio écran est en 1.33:1 plein écran en version originale uniquement, sans sous-titres. ASIN B004QC6HGY.
- Les téléfilms de la série des années 80 avec Stacy Keach sont sortis sur le support DVD en France :

- Mike Hammer, épisodes pilotes : Il pleut des cadavres - Si tu me tues, je te tue (Coffret 2 DVD-5 slimpacks sous fourreau cartonné) sorti le 3 octobre 2006 édité par Sony Pictures et distribué par Sony Pictures Home Entertainment. Le ratio écran est en 1.33:1 plein écran. L'audio est en Français, Anglais, Allemand Mono avec sous-titres français, anglais, anglais pour sourds et malentendants, arabes, néerlandais, allemands, hindis et turcs. La durée des DVD est de 183 minutes. Il s'agit d'une édition Zone 2 Pal.
- La série des années 80 avec Stacy Keach est sortie sur le support DVD en France :

- Mike Hammer, Saison 1 (Coffret 5 DVD-5) sortie le 27 mai 2020 édité par Elephant Films et distribué par Sony Pictures Home Entertainment. Le ratio écran est en 1.33:1 plein écran en version Française et Anglaise 1.0 Mono avec sous-titres français. L'intégralité des 10 épisodes de la première saison seront présents ainsi que le pilote :"Si tu me tues, je te tue" et "Il pleut des cadavres".
- Mike Hammer, Saison 2 (Coffret 5 DVD-5) sortira le 18 novembre 2020 édité par Elephant Films et distribué par Sony Pictures Home Entertainment. Le ratio éran est en 1.33:1 plein écran en version Française et Anglaise 2.0 Mono avec présence de sous-titres français. L'intégralité des 14 épisodes de la deuxième saison seront présents avec le pilote et le téléfilm du premier coffret.
- Mike Hammer, Saison 3 Volume 1 (Coffret 5 DVD-9) sortie le 17 février 2021 édité par Elephant Films et distribué par Sony Pictures Home Entertainment. Le ratio écran est en 1.33:1 plein écran en version Française et Anglaise 2.0 Mono avec présence de sous-titres français. L'intégralité des 13 premiers épisodes ainsi que le téléfilm "Le Retour de Mike Hammer".
- Mike Hammer, Saison 3 Volume 2 (Coffret 4 DVD-9) sortie le 22 septembre 2021 édité par Elephant Films et distribué par Sony Pictures Home Entertainment. Le ratio écran est en 1.33:1 plein écran en version Française et Anglaise 2.0 Mono avec présence de sous-titres français. L'intégralité des 9 derniers épisodes ainsi que le téléfilm "Le Carnet Fatal".
- La série des années 90 toujours incarné par Stacy Keach est sortie sur le support DVD en France :

- Mike Hammer, version intégrale saison 1997 (Coffret 5 DVD-5 Keep Case) sorti le 24 avril 2004 édité par LCJ Editions et distribué par Fravidis. Le ratio écran est en 1.33:1 plein écran en version française uniquement. Il s'agit d'une édition Zone 2 Pal.